# Eunapiodes granosus
Eunapiodes granosus är en insektsart som först beskrevs av Carl Stål 1876.  Eunapiodes granosus ingår i släktet Eunapiodes och familjen Pamphagidae.

## Underarter
Arten delas in i följande underarter:
- E. g. granosus
- E. g. ifranensis
- E. g. latipes
- E. g. rungsi
- E. g. atlantis